# Distretto di Chau Thanh (Ben Tre)
Il distretto di Chau Thanh (vietnamita: Châu Thành) è un distretto (huyện) del Vietnam che nel 2003 contava 167.472 abitanti.
Occupa una superficie di 229 km² nella provincia di Ben Tre. Ha come capitale la città omonima.